# Per Gade (fodboldspiller)
 For alternative betydninger, se Per Gade. (Se også artikler, som begynder med Per Gade)
Per Gade (født d. 24. august 1977) er en dansk fodboldspiller, som indtil 2008 spillede forsvar på højre fløj hos AC Horsens i Superligaen.
Han startede sin karriere på ungdomsholdet Nibe Boldklub før han blev købt af AaB, men kom aldrig med på førsteholdet pga. skader. Han spillede senere for FC Nordjylland i 2000, men da klubben gik bankerot, skiftede han til AC Horsens i sommer 2004. I 2008 valgte han, efter 126 kampe og 2 mål for AC Horsens, at forlade klubben, da han gerne ville fokusere mere på sit civile job. Han fortsætter dog fodboldkarrieren i 2. divisionsklubben Blokhus FC.
Den 29. maj 2009 valgte Gade at indstille sin aktive karriere, da problemer med ryggen blev for store.